# P.O.W.: Prisoners of War
P.O.W.: Prisoners of War (яп. 脱獄 Дацугоку) — компьютерная игра в жанре битемапа, разработанная компанией SNK. Была выпущена в виде аркадного аркадного автомата в августе 1988 года. В 1989 году также была выпущена версия для Nintendo Entertainment System, имевшая ряд отличий.

## Игровой процесс
Игрок выполняет роль военнопленного под псевдонимом «Змей» («Барт» в версии для NES). Его задачей является побег из плена, проникновение на базу врага и уничтожение его лидера.
В начале игры герой атакует противников руками и ногами. Впоследствии он может найти кастет, нож, бронежилет, гранаты и автомат. Игра состоит из четырёх уровней.
В версии для игрового автомата присутствует режим одновременной игры для двух игроков. Версия для NES имеет только режим одиночной игры. В версии для NES игрок также может заходить в дома, где после победы над несколькими противниками он получает дополнительное оружие.